# Pizystratydzi
Pizystratydzi – ród rządzący Atenami (z krótkimi przerwami) w latach 561–510 p.n.e. jako tyrani. Założycielem dynastii był Pizystrat, syn ateńskiego arystokraty Hippokratesa, po kądzieli kuzyn Solona. Po jego śmierci rządy przejęli jego synowie Hippiasz i Hipparch, którzy sprawowali władzę w latach następnych, Hippiasz po śmierci Hipparcha w 514 aż do czasu usunięcia tyranii w Atenach w 510.

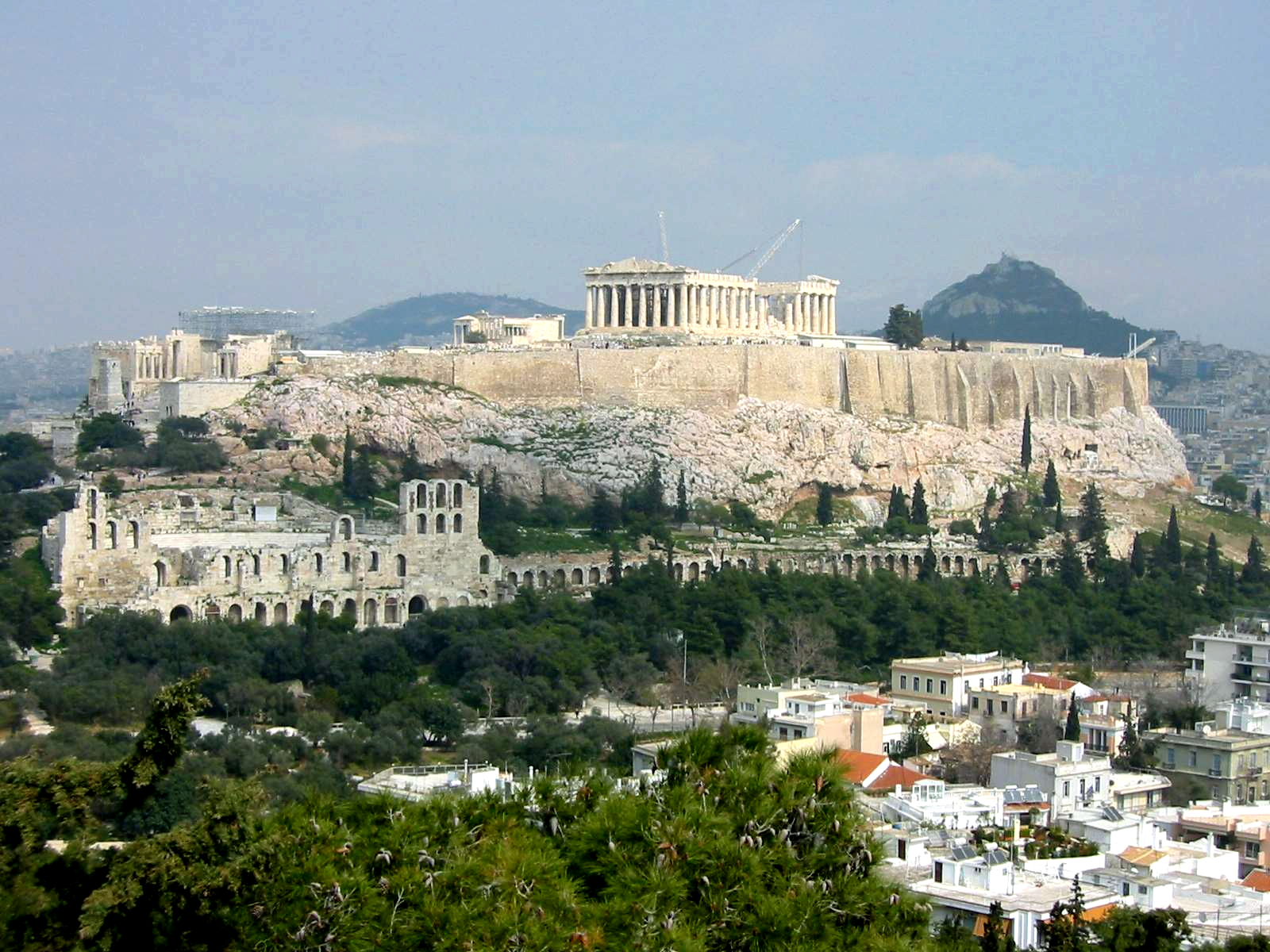
Akropol

## Sytuacja w Atenach przed tyranią Pizystrata

### Po wyjeździe Solona
Po przeprowadzeniu reform Solon wyjechał na dziesięć lat z Attyki. Po jego wyjeździe konflikty wybuchły na nowo, a porządek ustanowiony w Atenach przez jego reformy okazał się niestabilny. Z wygnania powrócił arystokratyczny ród Alkmeonidów. W 590 i 586 zabrakło przewidzianej prawami władzy, a w 581 archont eponim Damasias przedłużył bezprawnie swoją roczną kadencję (sprawował ją przez dwa lata i dwa miesiące) i próbował wprowadzić tyranię.
Po usunięciu Damasiasa powołano kolegium dziesięciu archontów. Pięciu archontów wybierali arystokraci stojący na czele najpotężniejszych rodów posiadających ziemię na urodzajnych terenach równinnych – „mieszkańcy równiny” (gr. pediakoi), trzech – mieszkający w górach „wieśniacy” (gr. agroikoi) nazywani tak dla odróżnienia od pochodzących z równin „rolników” (gr. georgoi), dwóch ostatnich archontów wybierali „rzemieślnicy” (gr. demiourgoi). Archonci mieli reprezentować poszczególne grupy w społeczeństwie, które z kolei odpowiadały w przybliżeniu geograficznemu podziałowi Attyki na „równinę”, „podgórze” i „wybrzeże”.
W wyniku rywalizacji pomiędzy rodami arystokratycznymi wyłoniły się w Atenach trzy zwalczające się ugrupowania polityczne. Wszystkim trzem grupom przewodzili arystokraci pragnący uzyskać za pomocą ich poparcia urząd archonta eponima. O przywódcy „mieszkańców równiny” nie zachowało się zbyt wiele informacji, wiadomo jedynie, że miał na imię Likurg i był głową rodu Eteobutadów. „Mieszkańcom wybrzeża” przewodził Megakles z rodu Alkmeonidów. Był wnukiem polityka o tym samym imieniu, który za współodpowiedzialność za masakrę zwolenników Kylona został wygnany wraz z całym rodem z Aten. Alkmeon, ojciec Megaklesa, w nieznanych okolicznościach zdołał powrócić do Aten i odzyskać wpływy. Na czele „mieszkańców podgórza” stał Pizystrat. Pochodził on z położonej na wybrzeżu miejscowości Brauron. Popularność wśród ludu zdobył po zajęciu portu Nisaja w wojnie z Megarą.

### Różnice pomiędzy stronnictwami politycznymi
Z uwagi na skąpość źródeł na temat poszczególnych stronnictw, historycy przedstawiają dwie teorie mające na celu ich dokładne scharakteryzowanie. Część badaczy uważa, że różnice pomiędzy grupami występowały na tle gospodarczo-społecznym. Według tej teorii trzy stronnictwa można scharakteryzować w następujący sposób:
- „mieszkańcy równiny” (gr. pediakoi) – do grupy tej należeli wielcy właściciele ziemscy mający w posiadaniu żyzne tereny równinne. Byli przeciwni ustrojowi wprowadzonemu przez Solona, ich właśnie najbardziej dotknęły wprowadzone przez niego reformy.
- „mieszkańcy wybrzeża” (gr. paraloi lub paralioi) – należała do nich ludność żyjąca z morza: rybacy, kupcy, rzemieślnicy z miasta, ludzie którym reformy Solona otworzyły nowe perspektywy.
- „mieszkańcy podgórza” lub „ci, którzy żyją za górami” (gr. hyperakrioi) – była to ludność posiadająca mało urodzajną ziemię, niezadowolona z reform Solona i domagająca się ponownego podziału ziemi.

Teoria nakładania się podziału społecznego na podział terytorialny budzi jednak wątpliwości i jest mało popularna. Przeciwko niej przemawia fakt, iż w VI w. nie wykształciła się jeszcze warstwa kupców, a polityczny sojusz złożony z rybaków i rzemieślników jest mało prawdopodobny. Kolejnym argumentem jest występowanie wielkich właścicieli ziemskich we wszystkich trzech regionach Attyki, którzy jednocześnie mogli być zainteresowani sprzedażą nadwyżki swojej produkcji poza granice państwa.
Druga teoria wiąże pochodzenie trzech stronnictw z podziałami w łonie arystokracji. Nazwy stronnictw odpowiadać miałyby rzeczywistemu podziałowi geograficznemu. Stronnictwa polityczne w VI w. powstały więc na skutek skupienia wokół trzech rodzin, innych rodów poprzez małżeństwa, uzależnianie słabszych rodów oraz powiązanie z przedstawicielami niższych warstw na zasadzie patronatu. Walka o władzę pomiędzy arystokracją poprzez związki klienckie angażowała więc całe społeczeństwo. Podział na trzy stronnictwa o mniej więcej ustalonym zasięgu terytorialnym wiązał się z tym że rywalizujące rodziny miały swoje ziemie w określonych regionach. Klientele możnych rodów rekrutowały się głównie z terenów wokół ich posiadłości, a więc nazwy stronnictw wskazywały, w którym z regionów dominuje dana rodzina. Nie można jednak traktować tych terminów ściśle, ponieważ część klienteli jednego rodu mogła pochodzić z terenu dominacji innego. Szczególnie w samych Atenach ścierały się wpływy wszystkich trzech rodów.
Teoria ta oddaje charakter stronnictw Megaklesa i Likurga. Pizystrat natomiast, oprócz klienteli werbowanej spośród otoczenia jego ziem, liczyć mógł prawdopodobnie również na dość szerokie poparcie społeczne. Wydaje się, że mógł liczyć na drobnych rolników z całej Attyki niezadowolonych z reform Solona, a także tych obywateli, których od udziału w życiu politycznym odsuwała arystokracja. Pizystrat stworzył więc, w odróżnieniu od swoich przeciwników, stronnictwo o szerokim zapleczu społecznym. Teoria ta zgadzałaby się więc z uwagą Herodota (I, 59), że grupa hyperakrioi powstała w wyniku działalności Pizystrata, natomiast inne frakcje powstały w wyniku tradycyjnej walki pomiędzy arystokratycznymi rodami.

## Tyrania Pizystrata

### Pierwszy i drugi okres
W roku 561/560 Pizystrat prawdopodobnie pełnił funkcję polemarcha, cieszył się również dużą popularnością wśród ludu wynikającą z jego sukcesów wojskowych w walce z Megarą o Salaminę. Według jednej z wersji sam miał poranić swoje muły i w takim stanie przybyć na Agorę, tam oświadczył Ateńczykom, że właśnie uciekł swoim politycznym przeciwnikom. Oburzony lud przyznał mu prawo do utworzenia straży przybocznej, tzw. „noszących pałki” (gr. korynephoroi), do której Pizystrat werbował swoich stronników. Przy jej pomocy udało mu się opanować Akropol i ogłosić się tyranem. Nie są znane dokładne ramy czasowe „pierwszej” tyranii. W obliczu zbyt słabego poparcia dla jego władzy oraz sojuszu Megaklesa i Likurga Pizystrat musiał ok. 556 opuścić Attykę.
Po wygnaniu Pizystrata stronnictwa Megaklesa i Likurga poróżniły się ze sobą. Pizystrat doszedł do porozumienia z Megaklesem, który umożliwił mu dostanie się do miasta. Około 551 Pizystrat przybył do Aten na wozie, na którym stała wysoka i piękna dziewczyna przebrana za Atenę. Ateńczycy oddali jej cześć i wpuścili wóz na Akropol. W celu przypieczętowania sojuszu Pizystrat ożenił się z córką Megaklesa. Poróżnił się jednak z nim, ponieważ aby nie krzywdzić swoich dzieci z innego łoża, nie chciał mieć potomstwa z jego córką. Megakles zerwał sojusz i ponownie zbliżył się do Likurga. Pozycja Pizystrata i tym razem nie była dość silna, aby mógł sprawować rządy samodzielnie. W roku 550/549 opuścił Attykę i udał się do Macedonii.

### Ponowne przygotowania do przejęcia władzy
Uciekając z Aten, Pizystrat zabrał ze sobą wszystko, co posiadał, jak również swych stronników. Osiedlił się na żyznych terenach między Macedonią a Tracją, najpierw założył Rhajkelos, później przeniósł się w pobliże góry Pangajon. Dzięki lokalnym zasobom srebra i drzewa udało mu się zgromadzić wielki majątek. Zaczął bić attyckie tetradrachmy z wizerunkiem sowy Ateny, budował także okręty wojenne i transportowe, które miały posłużyć jego planom odzyskania władzy w Atenach. Pomocy udzielały mu zaprzyjaźnione poleis. Teby oraz kilka innych państw przysyłały mu pieniądze, awanturnik z Naksos Lygdamis przysłał ludzi i pieniądze, w Argos dzięki swojemu małżeństwu mógł zwerbować 1000 żołnierzy, poparcia udzieliła mu arystokracja Eretrii na Eubei, gdzie stworzył sobie bazę do uderzenia na Ateny.
W 539 wylądował wraz z armią pobliżu Maratonu, niedaleko swoich ziem, gdzie znajdowało się wielu z jego stronników. Na działanie wybrał najlepszy dla siebie moment. Uwagę Sparty, która była największym przeciwnikiem tyranów wśród greckich poleis, pochłaniało sprzymierzone z nim Argos, a konflikt Lidii z Persją potęgował napięcie w Helladzie. Wojska Pizystrata pobiły siły ateńskie w bitwie pod Pallene, następnie Pizystrat zajął Akropol, rozbroił lud i wziął na zakładników synów z rodzin arystokratycznych. Członków roku Akmeonidów zmusił do pójścia na wygnanie, ten sam los spotkał prawdopodobnie również członków stronnictwa Likurga. Dzięki najemnikom, przekupstwom i sojuszom z niektórym rodami zdołał ugruntować swoje panowanie. Jako pierwszy tyran przejął władze nie dzięki wykorzystaniu kryzysu w państwie, lecz dzięki obcym wojskom i najemnikom.

### Lata 539–527 p.n.e.

#### Polityka wewnętrzna
O Pizystracie zachowała się opinia, że rządził „raczej jak dobry obywatel niż tyran”. Aby uzyskać poparcie ludu, nie ingerował w działanie instytucji ustrojowych, nie zmieniał ich kompetencji, szanował ustrój i prawo cywilne, podporządkowywał się nawet wyrokom sądowym Areopagu. Dbał jedynie, by stanowiska państwowe były obsadzane przez jego stronników. Szczególne wysiłki kierował, by przy obsadzaniu urzędów archontów wybierani byli jego ludzie, dzięki czemu w toku tyranii powoli zmieniał się skład Rady Areopagu, która stawała się bardziej posłuszna jego żądaniom.
Pomimo represji, jakimi padła arystokracja, na początku trzeciej tyranii relacje pomiędzy nią a tyranem były poprawne, a nawet dobre. Arystokratyczne rody były z zasady przeciwne tyranii i skłaniały się ku oligarchii, która pozwalała na walkę pomiędzy frakcjami. Jednak w obliczu solidnych podstaw władzy Pizystrata musiały zaakceptować zaistniałą sytuację. Możne rody zachowały swoją uprzywilejowaną pozycję w społeczeństwie i pełniły najwyższe godności publiczne, jednak to już nie walki między nimi decydowały o przyznaniu stanowiska, a wola tyrana. Współpraca pomiędzy rodami a tyranem układała się różnie, oscylując od współpracy do wrogości kończącej się w najlepszym przypadku usunięciem z gry politycznej, a na banicji kończąc. Część przeciwników Pizystrata zginęła w bitwie pod Pallene, inni natomiast udali się na wygnanie wraz z Alkmeonidami. Pizystrat starał się przekonać tych wygnańców do powrotu. Ziemie ich i majątki pozostawił nienaruszone, traktował je jedynie jako rękojmię ich dobrego zachowania. Przykładem takiego postępowania jest powrót Kimona z rodu Filaidów, który powrócił na zasadzie umowy.
Pizystrat nie przeprowadzał podziału skonfiskowanych ziem pomiędzy biednych chłopów. Wspierał ich jednak pożyczkami, powołał także sędziów objazdowych, aby oszczędzić chłopom trudów wyprawy do miasta. Dla utrzymania najemników oraz sfinansowania polityki zagranicznej i prac budowlanych w mieście wprowadził dziesięcioprocentowy podatek od produkcji rolnej.

#### Polityka zagraniczna
Po wygnaniu z Aten około 550 w obrębie zainteresowania Pizystrata leżały tereny w Macedonii i Tracji, gdzie założył dwie kolonie, które później posłużyły mu do zdobycia władzy w Atenach. Dzięki przyjaznym stosunkom z kilkoma polis zdołał uzyskać od nich pomoc podczas przygotowań swojego powrotu do Attyki. W czasie jego tyranii łączyły go przyjazne stosunki z arystokracją tessalską, z Argos, z Eretrią na Eubei, Rhajkelos nad Zatoką Thermajską, Koryntem, Tebami, a także ze Spartą. Dużo uwagi poświęcał zabezpieczeniu dostępu Atenom do Morza Czarnego, w tym celu odzyskał miasto Sigejon, położone nad Propontydą, w którym osadził jako tyrana swego nieślubnego syna Hegesistratosa. Czynił próby podporządkowania Atenom Chersonezu Trackiego, dokąd wysłał grupę osadników ateńskich pod wodzą Miltiadesa Starszego, który ostatecznie został wodzem miejscowego plemienia Dolonków. Pizystrat, aby wzmocnić swoją pozycję na południu Morza Egejskiego, osadził Lygdamisa na wyspie Naksos w charakterze tyrana, ten zaś w 533 uczynił tyranem Samos Polikratesa, który również stał się sojusznikiem Pizystrata.

#### Polityka kulturalna

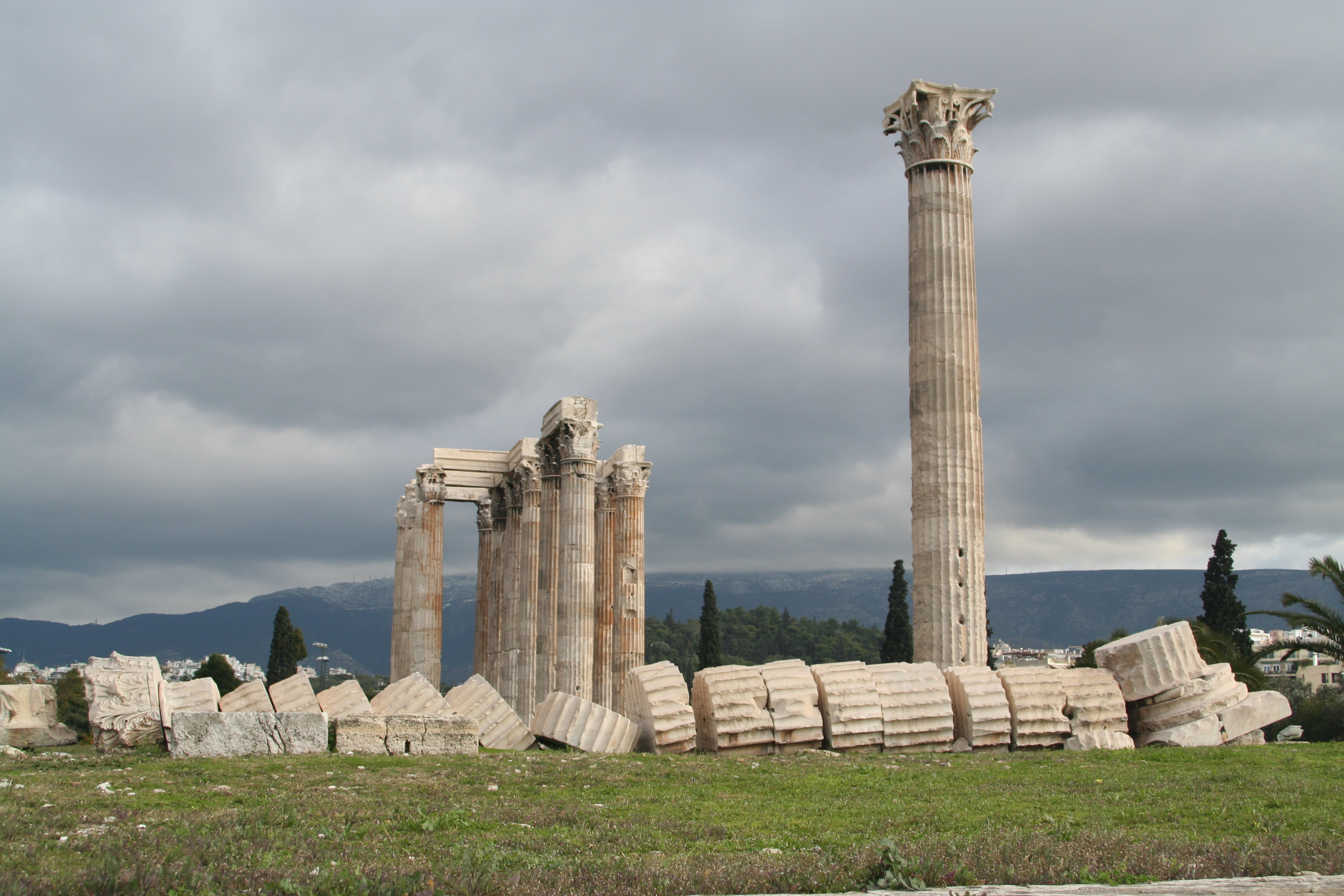
Świątynia Zeusa Olimpijskiego w Atenach – widok współczesny

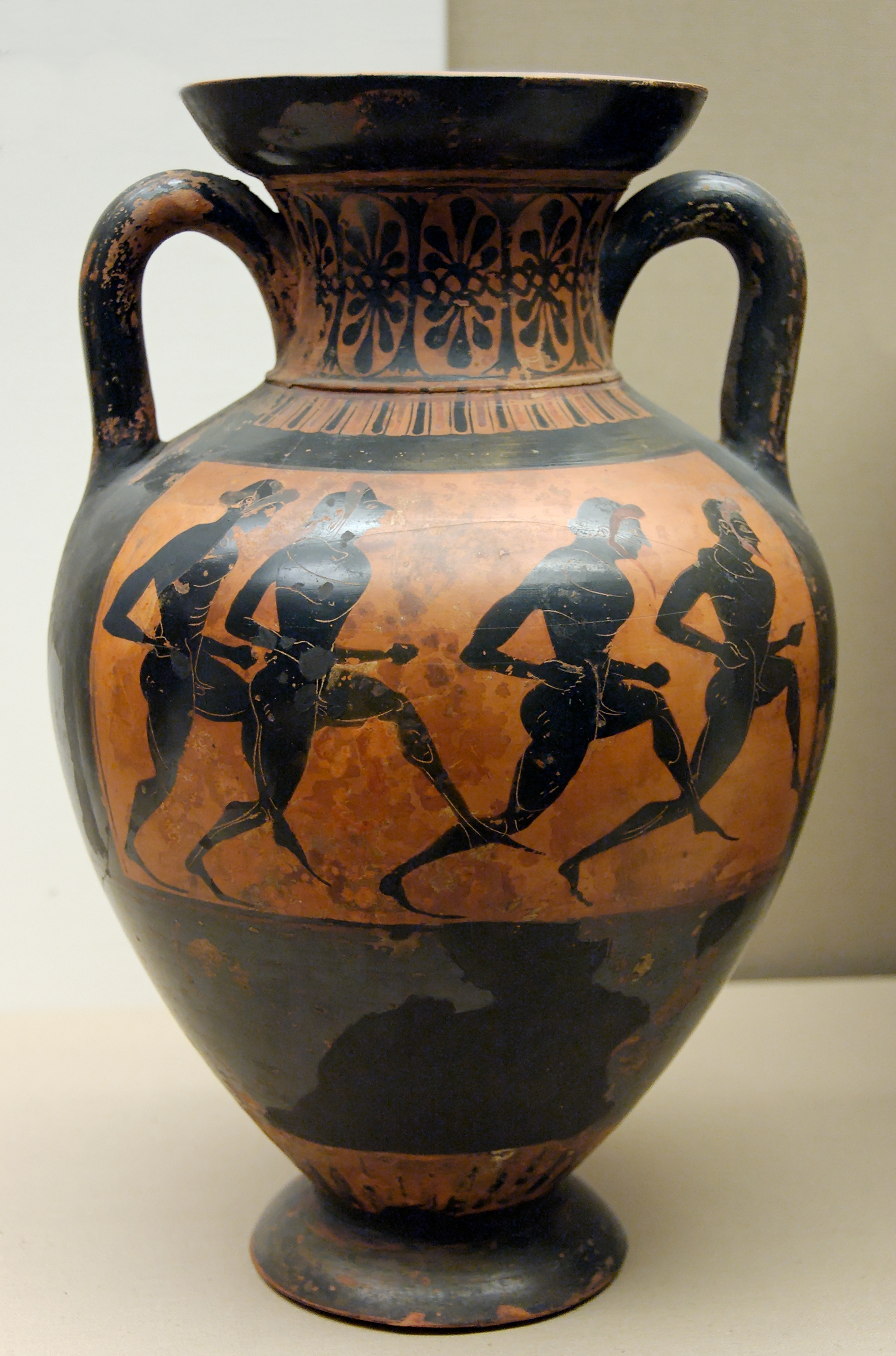
Czarnofigurowa amfora panatenajska (ok. 530–520 p.n.e., British Museum)

Budowano wiele świątyń. Pizystrat szczególnie popierał kult Ateny i Dionizosa. Jeszcze przed objęciem przez niego rządów zaczęto świętować w Atenach Panatenaje, wielkie święto ku czci Ateny łączące wszystkich Jonów. Pizystrat znacznie rozbudował całe święto i dodał mu jeszcze bardziej uroczystą oprawę. Co cztery lata obchodzono je szczególnie uroczyście. Nosiło wtedy nazwę Wielkich Panatenajów, a przy ich okazji urządzano zawody sportowe i muzyczne ku czci bogini. Pizystrat popierał to wielkie święto, chcąc, aby dorównało popularnością igrzyskom olimpijskim i istmijskim, a tym samym przysparzało mu prestiżu.
Wraz z synami przyczynił się do włączenia kultu Dionizosa w obręb oficjalnych kultów polis. Sprawował opiekę nad Dionizjami Wielkimi, w których właśnie za jego czasów (rok 534) po raz pierwszy przedstawienia tragedii stały się elementem tego święta. Polityka religijna miała na celu jednoczenie wszystkich obywateli we wspólnym kulcie, a także zamanifestowanie bogactwa i szczodrobliwości tyrana.
Pizystrat prowadził rozległą działalność budowlaną. Ateny jego czasów stają się miastem ludnym z wieloma okazałymi budowlami. W tym okresie rozpoczęła się budowa świątyni Ateny Parthenos na Akropolis i okręgu Zeusa Olimpijskiego (poza murami miasta), wzniósł także świątynie Dionizosa Eleuthereusa oraz Demeter w Eleusis. Dla ułatwienia życia mieszkańcom miasta Pizystrat zbudował wodociąg zakończony monumentalna fontanną. Wytyczono nową Agorę i wzniesiono ołtarz Dwunastu Bogów.
Pizystrat był również mecenasem sztuki. Sprowadził wielu artystów, szczególnie z miast ujarzmionej przez Persów Jonii. Na jego zlecenie sporządzono rękopis Iliady i Odysei. Dzięki przybyciu wielu rzeźbiarzy do Aten rozpoczęła się ich ożywiona działalność, powstają charakterystyczne dla epoki archaicznej kurosy i kory. Za Pizystrata w Atenach działał malarz i garncarz Eksekias. Na koniec jego rządów przypada stworzenie przez ateńskich garncarzy nowego stylu ceramiki – stylu czerwonofigurowego – który stał się bardzo popularny w całym świecie greckim.

#### Gospodarka Aten
Tradycja przekazała wspomnienie o czasach Pizystrata jako o epoce wielkiego dobrobytu. Dzięki przyjaznym stosunkom z wieloma poleis attyckie towary docierały w różne miejsca na świecie. Ateny zyskały nowe przyjazne porty: Eretrię na Eubei, Rhajkelos nad Zatoką Thermajską, a także tereny, na których panował Miltiades Starszy. Rozwijało się garncarstwo, były to lata świetności stylu czarnofigurowego i początek stylu czerwonofigurowego. Ateńska ceramika zyskiwała na popularności kosztem ceramiki korynckiej. Zwiększono wydobycie srebra w kopalniach w górach Laurion. Przedmiotem ateńskiego eksportu stała się także bita masowo tetradrachma. Biedni chłopi znaleźli zatrudnienie w rzemiośle.

## Tyrania Hippiasza i Hipparcha

### Sytuacja po śmierci Pizystrata
W roku 527 Pizystrat umarł śmiercią naturalną. Władza po nim przeszła na dwóch jego synów: Hippiasza i Hipparcha. Podział władzy pomiędzy braćmi nie jest dokładnie znany, prawdopodobnie z racji starszeństwa większą rolę odgrywał Hippiasz. Wygnani Alkmeonidzi osiadli w Delfach, gdzie skupiali wokół siebie innych wygnańców. Kilkakrotnie próbowali powrócić siłą do Aten, w tym celu założyli twierdzę w Lejpsydrion blisko granicy Attyki, dokąd uciekali ich stronnicy z miasta. Tyranom udało się jednak ich ponownie stamtąd wypędzić. W 514 podczas Panatenajów zabity został Hipparch. Mordercami byli dwaj arystokraci: Harmodios i Arystogejton. Zbrodnia nie miała charakteru politycznego, ale osobisty; Hipparch bezskutecznie zabiegał o względy u młodziutkiego Harmodiosa, którego kochankiem był Arystogejton. Bojąc się, że tyran użyje przemocy wobec chłopca, Arystogejton rozpoczął organizowanie spisku. Istniał także drugi powód morderstwa. Otóż Hipparch pozbawił siostrę Harmodiosa zaszczytnej funkcji w czasie procesji panatenajskiej i oświadczył, iż ta nie jest jej godna, co było dla niej poważną obrazą. Tyranobójcy stali się bohaterami, na cześć których podczas uczt przeciwnicy tyranii śpiewali piosenki:
„Miecz w gałęzi gałęzi mirtowej nosić będę jak Harmodios i jak Arystogejton, gdy tyrana krew przelał ich miecz i gdy w Pallady gród równość wróciła praw”
W 511/510 Sparta zaatakowała z zaskoczenia (armia jej wylądowała na wybrzeżu falerońskim). Wojna była inspirowana przez wyrocznię w Delfach, która przy każdej okazji nawoływała Spartę do usunięcia tyranii w Atenach. Wyrocznie inspirowali najpewniej Alkmeonidzi, którzy po podjęciu się trudu kierowania odbudową świątyni Apollina w Delfach i wzorowym wywiązaniu się z tego zadania zyskali wdzięczność wyroczni i duże wpływy w Delfach.
Hippiasz został jednak ostrzeżony przed atakiem Spartan i pokonał ich za pomocą 1000 tessalskiej konnicy. Spartanie wysłali drugą ekspedycję pod wodzą króla Kleomenesa I, wspieraną przez wygnańców ateńskich, która pokonała konnicę tessalską. Pizystratydzi zamknęli się na Akropolu, gdzie oblegała ich spartańska armia, a dzięki zbiegowi okoliczności synowie ich dostali się do niewoli. W lipcu 510 p.n.e. doszło do kapitulacji. Hippiasz wraz z rodziną udali się do miasta Sigejon, następnie udał się na dwór króla Persów Dariusza, w nadziei, że przy jego pomocy uda mu się odzyskać władzę. Brał udział w bitwie pod Maratonem po stronie Persów. Stracił życie w bitwie lub po powrocie na Lemnos.

### Polityka wewnętrzna
Hippiasz i Hipparch, jak pisze Tukidydes, „przez długi czas rządzili uczciwie i mądrze; [...] upiększali miasto, prowadzili wojny, składali w świątyniach ofiary”. Starali się kontynuować  politykę ojca. Podobnie jak on opierali swoją pozycję na najemnikach, których opłacali z podatków. Być może obniżyli podatek wprowadzony przez ich ojca z 1/10 na 1/20. Tyrani starali się o zachowanie pozorów praworządności w ten sposób, że Hippiasz został archontem eponimem roku 526, a jego syn Pizystrat – roku 522. Obaj bracia przewodniczyli uroczystościom Panatenajów w roku 514.
Podobnie jak ich ojciec, młodzi Pizystratydzi szukali porozumienia z potężnymi rodami skazanymi na wygnanie. Wielu z ich członków odwołali z wygnania. Klejstenes, jeden z czołowych Alkmeonidów, był archontem eponimem roku 525, jednak porozumienie nie było najwyraźniej trwałe, ponieważ już wkrótce Klejstenes znalazł się ponownie na wygnaniu, natomiast Kimon Filaida, który powrócił do Aten jeszcze za Pizystrata, po swoim trzecim z kolei zwycięstwie w wyścigach rydwanów w Olimpii stał się tak popularny – a tym samym niebezpieczny dla tyranów – że zlecili oni jego zabójstwo.
W 514/513 do Aten przybyło wielu uchodźców po nieudanej wyprawie Miltiadesa. Skomplikowało to utrzymanie porządku w mieście oraz spowodowało niezadowolenie ludu. Wprowadzono wtedy przepisy ograniczające migracje ludności ze wsi do miasta. Po zamordowaniu Hipparcha jego brat skazał na śmierć wielu ze swoich przeciwników, stał się bardziej skryty i podejrzliwy, a jego rządy stały się bardziej surowe.

### Polityka zagraniczna
Wraz z postępującymi podbojami Persji oraz wzrostem potęgi Sparty, pogarszała się sytuacja synów Pizystrata. Około 522 p.n.e. obalono będących ich sprzymierzeńcami tyranów Naksos i Samos. W roku 514/513 Persja zajęła północne wybrzeże morza Egejskiego, a najazdy scytyjskie osłabiły przepływ handlu przez Hellespont. Pizystratydzi wspomogli więc niewielką, ale dobrze uzbrojona armią Miltiadesa syna Kimona, który wyruszył około 516, by objąć po swoim bracie przywództwo nad plemieniem Dolonków. Dzięki zdradzie pojmał on miejscowych wodzów i zaciągnął 500 najemników, zdobył Chersonez, który obsadził swoimi rodakami. Aby zapewnić Atenom dostęp do Morza Czarnego, przystąpił do zdobywania Lemnos, jednak postępy Persów udaremniły jego starania. Około 511 Miltiades opuścił Chersonez, a w ślad za nim opuścili go, a także Lemnos, ateńscy koloniści.
Na terenie Grecji kontynentalnej tyranii odziedziczyli dobre stosunki z Tebami, Argos, Tessalią, Eretrią i Spartą. Jednak stan ten nie był trwały. Kiedy Plateje (małe miasto w Beocji) popadły w konflikt z Tebami i poprosiły o pomoc Spartę. Spartanie poradzili im, by zwrócili się o pomoc do Aten. Ateńczycy zawarli przymierze z Platejczykami. Doszło do bitwy pomiędzy Tebami a Atenami, którą wygrali Ateńczycy, po czym przesunęli granicę Platejów oraz sąsiedniego miasta Hysiaj. Wojna ta przyniosła Atenom wrogość Teb, co było celem Sparty.

### Polityka kulturalna

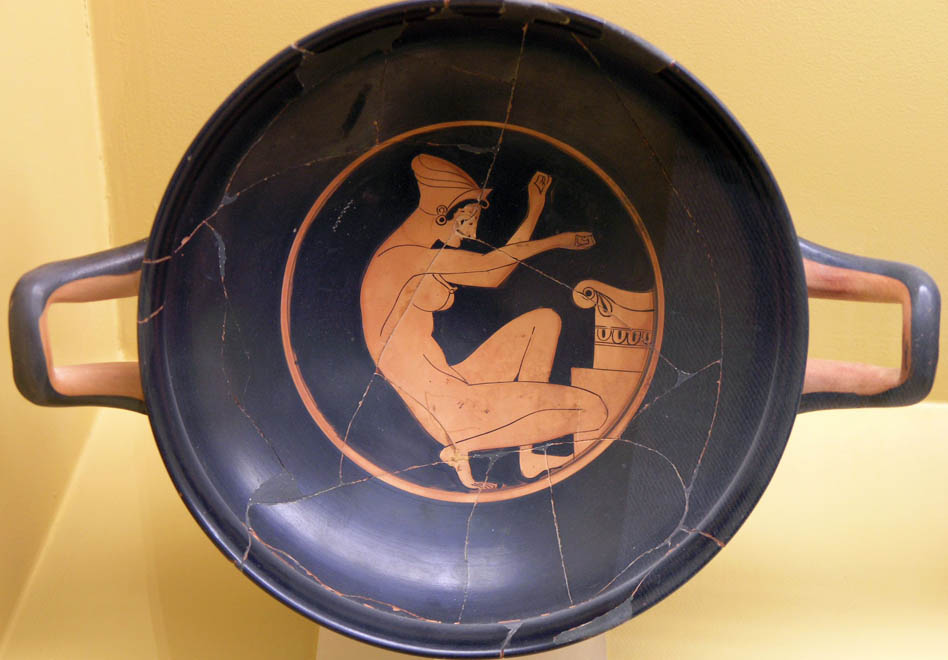
Czerwonofigurowy puchar z 505 p.n.e.

Podobnie jak ojciec, tyrani prowadzili zakrojone na szeroką skalę prace budowlane. Powstawały drogi oraz gmachy publiczne. Zakończyli budowę świątyni Ateny Parthenos na Akropolis. Wznieśli ołtarze poświęcone dwunastu bogom i Apollonowi, które poświęcił syn Hippiasza, Pizystrat, będący w tym czasie archontem eponimem. W Brauron zbudowali świątynie Artemidy Braurońskiej.
Nad sztuką sprawował pieczę Hipparch. Sam układał wiersze i krótkie epigramy, które umieszczano na kamieniach milowych ustawionych na jego rozkaz w całej Attyce. On też prawdopodobnie postarał się o sprowadzenie do Aten ze zdobytej przez Persów wyspy Chios rękopisów Homera, przechowywanych przez Homerydów, a z recytacji Iliady i Odysei uczynił integralną częścią Panatenajów. Hipparchowi udało się skłonić do przybycia do Aten dwóch znanych poetów: Symonidesa z Keos i Anakreonta z Teos.